# クィキクタアルク地域
クィキクタアルク地域（英語: Qikiqtaaluk、イヌクティトゥット語: ᕿᑭᖅᑖᓗᒃ）は、カナダのヌナブト準州に置かれている地方行政区の1つ。ヌナブト準州観光局や国勢調査における区分など、一部ではバフィン地域と呼ばれる。
バフィン島、ベルチャー諸島、アキミスキ島、マンセル島、プリンスチャールズ島、バイロト島、デヴォン島、コーンウォリス島、バサースト島、アマンドリングネス島、エルフリングネース島、アクセルハイバーグ島、エルズミーア島、メルヴィル半島、メルヴィル島東部、プリンスオブウェールズ島北部、サマーセット島北部及び付近の島嶼から成る。首府はイカルイト。ヌナブト準州の最北端と最南端はクィキクタアルク地域にある。
1999年のヌナブト準州成立以前は、一部範囲が異なるがノースウエスト準州バフィン地域であった。

## 人口
クィキクタアルク地域の人口は1万9,355人（2021年時点）。ヌナブト準州の国勢調査区分の3地域のうち人口、面積ともに最大である。

## 行政区分
クィキクタアルク地域のコミュニティーには、下記の1市とハムレットなどがある。
市
- イカルイト（Iqualuit）：首府

ハムレット
- アークティック・ベイ（Arctic Bay、Ikpiarjuk山（セブアノ語））
- キンガイト（Kinngait[注釈 1]）旧称ケープ・ドーセット[3]
- クライド・リバー（Clyde River）
- グリスフィヨルド（Grise Fiord）
- サニラジャク（Sanirajak[注釈 1]）旧称ホール・ビーチ（Hall Beach[4]）
- イグルーリク（Igloolik）
- キミルト（Kimmirut）
- パンニルトゥング（Pangnirtung）
- ポンド・インレット（Pond Inlet）
- クィキクタージュアク（Qikiqtarjuaq）
- レゾリュート（Resolute）
- サニキルアク（Sanikiluaq）

その他の集落
- ナニシヴィク（廃村、Nanisivik）
- バフィン未組織地区（Unorganized Baffin）：下記の集落を含む
  - アラート（Alert）
  - ユーリカ（Eureka）